# Dolente immagine
Dolente immagine è un'aria da concerto, poi trasformata in aria da camera, di Vincenzo Bellini.

## Fonti e versioni

### Voce e orchestra
L'aria fu composta durante gli anni di studio al conservatorio di Napoli in una versione in Do minore per voce solista e orchestra di cui restano oggi solo alcune parti orchestrali (secondo clarinetto, due corni, quintetto d'archi) nella ricca collezione di autografi belliniani della biblioteca dello stesso conservatorio, abbinate a quelle della giovanile Sinfonia in Do minore.

La parte di primo flauto si trova invece presso l'archivio musicale della RAI di Torino, dono di Francesco Florimo, compagno di studi di Bellini e bibliotecario al conservatorio di Napoli.

Inoltre una parte di basso risulta venduta ad un'asta di Sotheby's a Londra in data 1º dicembre 1995.

### Voce e pianoforte
Delle tre versioni autografe da camera, quella in Mi minore, senza data e per voce di contralto, è stata acquisita dalla biblioteca del Conservatorio Giuseppe Verdi di Milano.
La seconda, in Sol minore, fu donata da Bellini all'amica catanese Angelica Paola Giuffrida e si trova oggi presso la Biblioteca Nazionale di Firenze. Da questa versione, redatta in modo abbastanza sommario (mancano quasi del tutto, ad esempio, le prescrizioni dinamiche), si apprende che il personaggio che canta è Fileno.
Ben più rifinita è la versione in Sol minore composta a Parigi e datata gennaio 1834, destinata all'editore francese Pacini e intitolata La tomba di Fille, oggi alla Biblioteca nazionale di Francia.

### Edizioni a stampa
La prima edizione a stampa, anch'essa in Sol minore, fu pubblicata da Girard a Napoli tra la fine del 1828 e l'inizio del 1829.
Ricordi ne pubblicò una versione in Mi minore solo dopo la morte dell'autore, nel 1837, entro una piccola raccolta intitolata «3 ariette inedite di Vincenzo Bellini» (in realtà, come si è detto, l'aria era edita) accanto a Vaga luna, che inargenti e Il fervido desiderio (titolo quasi certamente posticcio di Quando verrà quel dì).
È soprattutto a questa edizione, tra le moltissime che apparvero nel corso dell'Ottocento, e alla sua ristampa datata 1935, che Dolente immagine deve oggi la sua fama. Tuttavia alcuni elementi musicali, in particolare la condotta del basso e alcune banalizzazioni nell'armonia (oltre che nella linea di canto) che non figurano in alcuna delle fonti autografe, neppure nella lontana versione per orchestra, pongono seri dubbi sull'autenticità di questa versione.
Le due versioni autografe in Sol minore sono state pubblicate nel 2002 da Suvini-Zerboni.

## Analisi del testo
Secondo Francesco Florimo le due quartine di doppi quinari («Dolente immagine - di Fille mia») in stile arcadico, tutti con il primo emistichio sdrucciolo, furono composte da Maddalena Fumaroli, la ragazza che Bellini amò negli anni di studio a Napoli. Già nel 1883 il musicologo Michele Scherillo, nonostante l'amicizia che lo legava a Florimo, mise in dubbio tale notizia, ipotizzando invece che la Fumaroli avesse offerto a Bellini, affinché li musicasse, i versi del suo insegnante di lettere, Don Giulio Genoino.
Dolente immagine - di Fille mia

Perché sì squallida - mi siedi accanto?

Che più desideri? - Dirotto pianto

Io sul tuo cenere - versai finor.
Temi che immemore - de' sacri giuri

Io possa accendermi - ad altra face?

Ombra di Fillide - riposa in pace

È inestinguibile - l'antico ardor.

## Analisi della musica
Dolente immagine è un'aria funebre intonata in memoria dell'innamorata, probabilmente - come suggerisce il titolo della versione parigina - presso la sua tomba. Bellini attinse dunque alla sua vena più languida e malinconica, abbandonando il modo minore solo per poche battute nella sezione centrale in Mi bemolle maggiore («Credi che immemore - de' sacri giuri»).
La figura oscillante dell'accompagnamento tradisce l'originaria destinazione orchestrale agli archi. Il basso è condotto per lunghi tratti per grado congiunto, in modo da lasciare alla melodia il ruolo-guida della composizione. Il canto, senza fioriture e in stile quasi sillabico, si espande nella seconda frase («Dirotto pianto / Io sul tuo cenere - versai finor»), la cui ripresa alla sezione conclusiva è arricchita nella versione francese da effetti di eco ottenuti ripetendo le parole «riposa in pace» in "pianissimo" (pp).
La versione per orchestra è l'unica a presentare un'introduzione (tre battute di accordi in fortissimo), se si eccettuano i due accordi che aprono l'edizione Girard.
La versione parigina presenta alcune varianti di rilievo, tra cui un drammatico accordo dissonante alla sillaba «[ac]cen[di]» ed un'elegante cadenza pianistica cromatica, a conclusione del brano.

## Incisioni
Tra le incisioni si segnalano quelle di Renata Tebaldi accompagnata da Giorgio Favaretto e di Cecilia Bartoli, accompagnata da James Levine, che tuttavia si serve ancora dell'edizione Ricordi.
L'aria è stata incisa anche in una versione per voce e orchestra la cui strumentazione, del tutto fuori stile, non tiene conto delle parti sopravvissute della versione napoletana.